# Municipi d'Elektrėnai
El municipi d'Elektrėnai (en lituà: Elektrėnų savivaldybė) és un dels 60 municipis de Lituània, situat dins del comtat de Vílnius. El centre administratiu del municipi és la ciutat d'Elektrėnai.

## Seniūnijos del municipi
- Beižionių seniūnija (Beižionys)
- Elektrėnų seniūnija (Elektrėnai)
- Gilučių seniūnija (Gilučiai)
- Kazokiškių seniūnija (Kazokiškės)

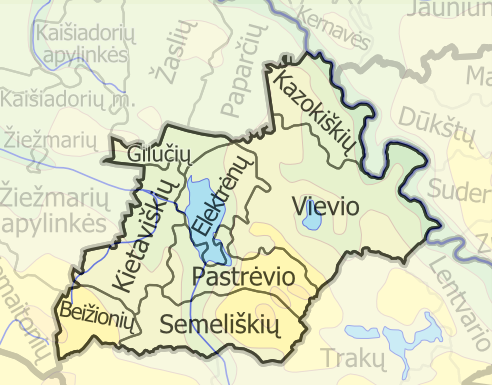
Mapa del municipi

- Kietaviškių seniūnija (Naujosios Kietaviškės)
- Pastrėvio seniūnija (Pastrėvys)
- Semeliškių seniūnija (Semeliškės)
- Vievio seniūnija (Vievis)